# 中国驻米兰总领事馆
中华人民共和国驻米兰总领事馆（義大利語：Consolato Generale della Repubblica Popolare Cinese in Milano），简称中国驻米兰总领事馆，是中华人民共和国派驻意大利米兰的最高级别外交机构。领区包括伦巴第大区、艾米利亚-罗马涅大区、皮埃蒙特大区和威尼托大区，并代管特伦蒂诺-上阿迪杰大区、弗留利-威尼斯朱利亚大区和瓦莱达奥斯塔大区。